# NGC 5191
NGC 5191 é uma galáxia espiral (Sb) localizada na direcção da constelação de Virgo. Possui uma declinação de +11° 12' 05" e uma ascensão recta de 13 horas, 30 minutos e 47,3 segundos.